# Guckusko
Guckusko (Cypripedium calceolus) är en orkidé som växer vilt i Sverige. Den är mycket olik de andra svenska orkidéerna. 

## Beskrivning
Till skillnad från alla övriga släkten av orkidéer har guckuskon två fertila ståndarknappar av obetydlig storlek, nämligen de två, som står på ömse sidor om könspelarens bas. Den mittersta och största ståndaren är däremot steril, ett så kallat staminodium, och känns hos denna art igen på sin tunglika form och små mörkröda fläckar.

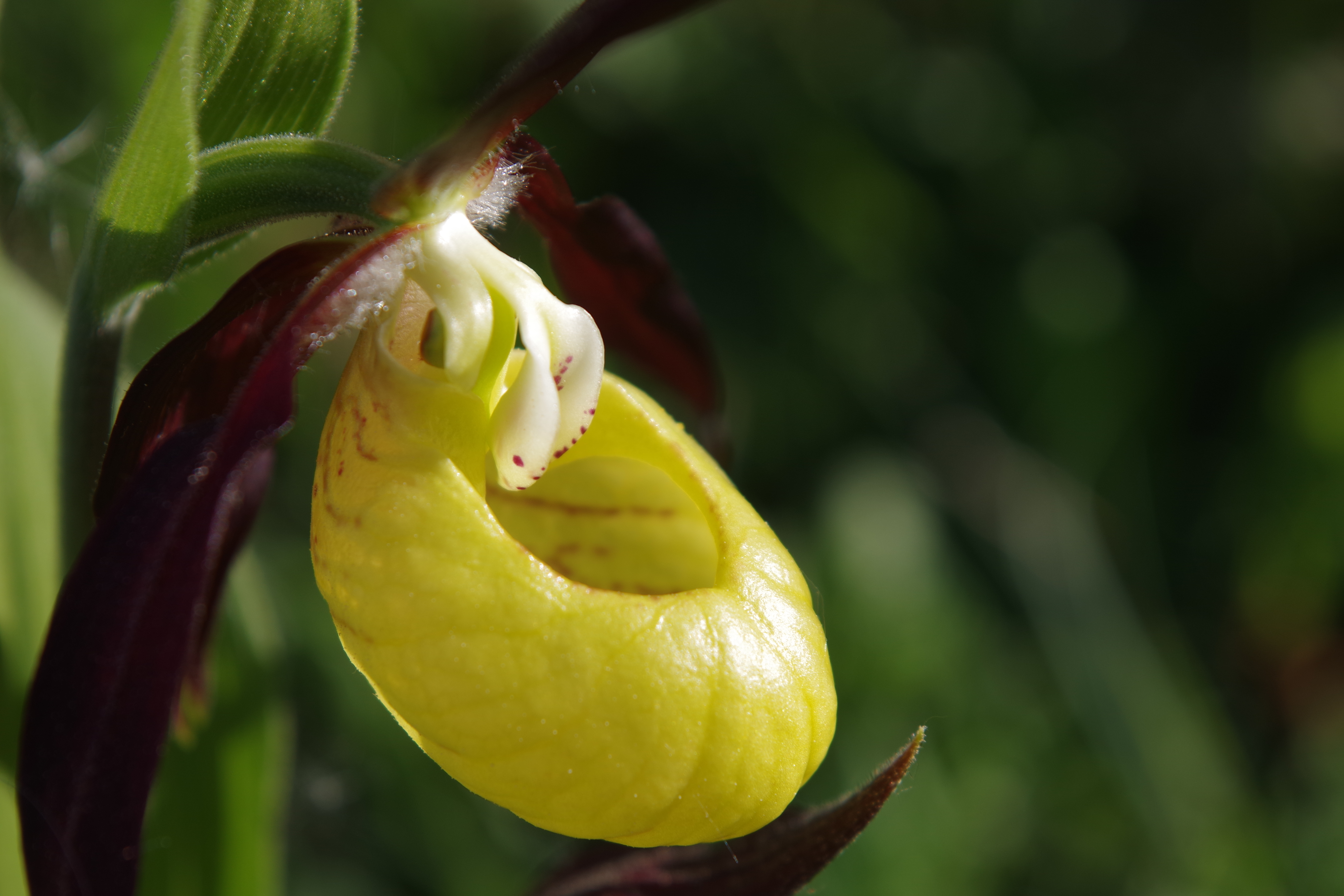

En annan egendomlighet är den blåsformiga, ihåliga läppen (hos denna art av ljusgul färg och fast, vaxlik konsistens). Denna läpp är under blomningen riktad framåt och genom en så stark bakåtböjning av blomskaftet att blomman stjälper över. Framför staminodiets rödfläckiga skiva finns den öppning som leder in till läppens ihålighet. En insekt som kryper ned denna väg, passerar över det stora, skivlika märket (här bildat av 3 märkesflikar) och detta blir då pollinerat, om insekten medfört något pollen utifrån. I läppens botten finner insekten korta, saftfyllda hår, som den suger och slickar på. Men genom läppens form hindras insekten att komma upp igen till mynningen, genom vilken den kommit in. Förr eller senare upptäcker dock det fångna djuret två små dagöppningar invid läppens fästpunkt. Dit beger sig fången. Men endast småbin lyckas tränga sig ut genom dessa små öppningar, medan större insekter förblir instängda och dör inne i läppen. De två fertila ståndarknapparna sitter just i vägen vid var sin av dessa små sidoutgångar och när insekten tränger sig ut, blir den därför behäftad med pollen, som är av vanlig beskaffenhet och består av fria pollenkorn. Blommans läpp är alltså en fälla som är avsedd att dels hålla kvar insekten en lång stund i beröring med märket, dels i befrielsestunden helt oförmärkt låta den få med sig lite pollen i pälsen. Bakom läppen ses ett kalkblad med två uddar, alltså två sammanvuxna blad.

## Utbredning
Guckuskon är genom sin stora och säregna blomma en av de märkligaste i Sveriges flora. Den förekommer som en sällsynthet här och där i flera av de mellersta landskapen upp genom Norrland. Dess växtplatser är hasseldungar och andra skuggrika lövskogar. Även i Norge och Finland är den spridd upp till polcirkeln. Vanligen blommar den före midsommar. Den finns i hela Europa ned till Alperna och Pyrenéerna. Arten återfinns även i norra Asien där den hittas så långt österut som Kina och Japan.
Guckuskon är till skillnad från flera andra av Sveriges orkidéer lätt att odla och det finns kommersiellt odlade plantor tillgängliga för den som vill kunna ha arten i trädgården.  Arten är fridlyst i Sverige och det är olagligt att flytta plantor som man hittar i det vilda.

## Namn och etymologi
Namnet guckusko är bildat från gucku, en variantform av kucku, 'gök', och sko, syftande på blommans utseende. Andra svenska namn är toffelblomma och sorgskräpp, det sistnämnda bildat till det dialektala ordet skräppa, 'väska'.

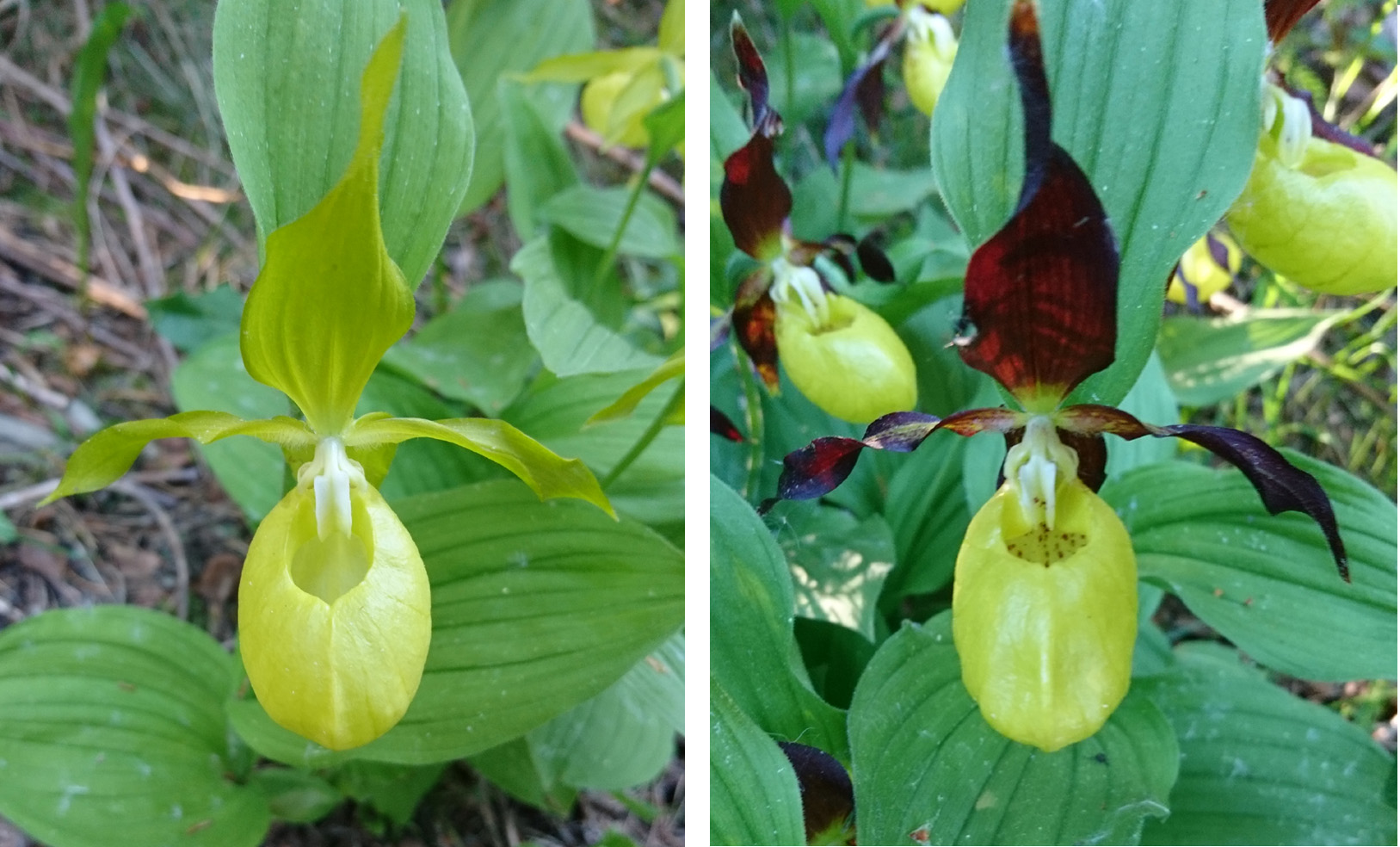
Guckuskor, de i Sverige vilt förekommande varianterna av gulgröna och rödbruna kalkblad.